# Filip Benković
Filip Benković (Zagabria, 13 luglio 1997) è un calciatore croato, difensore dell'AIK.

## Caratteristiche tecniche
Di ruolo difensore centrale, è forte fisicamente, pericoloso in zona offensiva e sa giocare in più assetti difensivi. Elegante e rapido nei movimenti, dispone di buona tecnica, e grazie alle sue qualità nel palleggio è in grado d'impostare l'azione dalle retrovie. Abile in marcatura, è abile nei tackle scivolati.
Viene soprannominato Big Ben per via della sua stazza.

## Carriera

### Club

#### Gli inizi, Dinamo Zagabria
Muove i suoi primi passi nel settore giovanile della Dinamo Zagabria. Esordisce in prima squadra il 19 luglio 2015 contro l'Osijek, venendo impiegato dal 1' dal tecnico Zoran Mamić. Il 16 settembre esordisce in Champions League contro l'Arsenal, partita inaugurale della fase a gironi, sostituendo Marko Pjaca all'88'.

#### Leicester City e vari prestiti
Il 9 agosto 2018 passa al Leicester City in cambio di 13 milioni di sterline, firmando un contratto di 5 anni. Gioca una partita in Coppa di Lega prima di essere girato in prestito per una stagione al Celtic.
A fine prestito fa ritorno al Leicester, dove non trova spazio, ragion per cui il 31 gennaio 2020 viene ceduto in prestito al Bristol City.
Il 16 ottobre 2020 viene ceduto in prestito al Cardiff City fino alla fine della stagione. Durante la sessione invernale di calciomercato, il Leicester lo richiama dal prestito con la società gallese.
Il 12 gennaio 2021 viene ceduto fino al termine della stagione ai belgi dell'OH Lovanio. A fine stagione, senza mai scendere in campo, torna agli inglesi.
Il 12 gennaio 2022 risolve il contratto con le Foxes.

#### Udinese e vari prestiti
Il 13 gennaio 2022 firma un contratto fino al 30 giugno 2025 con l'Udinese. Esordisce con i friulani il 14 maggio seguente subentrando nel finale della sfida persa per 2-3 contro lo Spezia.
Il 1º settembre 2022 viene ceduto in prestito all'Eintracht Braunschweig. Al termine  della stagione ritorna in Friuli.
Il 10 luglio 2023 passa in prestito con diritto di riscatto ai turchi del Trabzonspor. Con la squadra turca, tra campionato e coppa nazionale, raccoglie complessivamente 16 presenze (di cui 14 da titolare) e due reti, ma al termine della stagione non viene riscattato e fa ritorno in Italia. Il 30 agosto 2024, nell'ultimo giorno di calciomercato, risolve il contratto con la società friulana.

#### AIK
Pochi mesi più tardi, il 19 gennaio 2025, approda a parametro zero agli svedesi dell'AIK con un accordo di durata biennale.

## Statistiche

### Presenze e reti nei club
Statistiche aggiornate al 30 agosto 2024.
| Stagione               | Squadra                | Campionato             | Campionato | Campionato | Coppe nazionali | Coppe nazionali | Coppe nazionali | Coppe continentali | Coppe continentali | Coppe continentali | Altre coppe | Altre coppe | Altre coppe | Totale | Totale |
| Stagione               | Squadra                | Comp                   | Pres       | Reti       | Comp            | Pres            | Reti            | Comp               | Pres               | Reti               | Comp        | Pres        | Reti        | Pres   | Reti   |
| ---------------------- | ---------------------- | ---------------------- | ---------- | ---------- | --------------- | --------------- | --------------- | ------------------ | ------------------ | ------------------ | ----------- | ----------- | ----------- | ------ | ------ |
| 2015-2016              | Dinamo Zagabria II     | 2.HNL                  | 9          | 0          | -               | -               | -               | -                  | -                  | -                  | -           | -           | -           | 9      | 0      |
| 2015-2016              | Dinamo Zagabria        | 1.HNL                  | 13         | 0          | CC              | 2               | 0               | UCL                | 3                  | 0                  | -           | -           | -           | 18     | 0      |
| 2016-2017              | Dinamo Zagabria        | 1.HNL                  | 18         | 2          | CC              | 0               | 0               | UCL                | 10                 | 0                  | -           | -           | -           | 28     | 2      |
| 2017-2018              | Dinamo Zagabria        | 1.HNL                  | 25         | 4          | CC              | 3               | 0               | UEL                | 2                  | 0                  | -           | -           | -           | 30     | 4      |
| Totale Dinamo Zagabria | Totale Dinamo Zagabria | Totale Dinamo Zagabria | 56         | 6          |                 | 5               | 0               |                    | 15                 | 0                  |             | -           | -           | 76     | 6      |
| ago. 2018              | Leicester City         | PL                     | 0          | 0          | FACup+CdL       | 0+1             | 0               | -                  | -                  | -                  | -           | -           | -           | 1      | 0      |
| ago. 2018-2019         | Celtic                 | SP                     | 19+1       | 2          | SC+CdL          | 1+1             | 0               | UEL                | 4                  | 0                  | -           | -           | -           | 25     | 2      |
| 2019-gen. 2020         | Leicester City         | PL                     | 0          | 0          | FACup+CdL       | 1+0             | 0               | -                  | -                  | -                  | -           | -           | -           | 1      | 0      |
| feb.-giu.2020          | Bristol City           | FLC                    | 10         | 2          | FACup+CdL       | -               | -               | -                  | -                  | -                  | -           | -           | -           | 10     | 2      |
| set.-ott. 2020         | Leicester City         | PL                     | 0          | 0          | FACup+CdL       | 0               | 0               | UEL                | 0                  | 0                  | -           | -           | -           | 0      | 0      |
| ott. 2020-gen.2021     | Cardiff City           | FLC                    | 1          | 0          | FACup+CdL       | 0               | 0               | -                  | -                  | -                  | -           | -           | -           | 1      | 0      |
| gen.-giu.2021          | OH Lovanio             | PL                     | 0          | 0          | CB              | -               | -               | -                  | -                  | -                  | -           | -           | -           | 0      | 0      |
| 2021-gen. 2022         | Leicester City         | PL                     | 0          | 0          | FACup+CdL       | 0+0             | 0               | UEL+UECL           | 0+0                | 0                  | CS          | -           | -           | 0      | 0      |
| Totale Leicester City  | Totale Leicester City  | Totale Leicester City  | 0          | 0          |                 | 2               | 0               |                    | 0                  | 0                  |             | -           | -           | 2      | 0      |
| gen.-giu. 2022         | Udinese                | A                      | 2          | 0          | CI              | 0               | 0               | -                  | -                  | -                  | -           | -           | -           | 2      | 0      |
| Totale Udinese         | Totale Udinese         | Totale Udinese         | 2          | 0          | -               | 0               | 0               |                    | -                  | -                  |             | -           | -           | 2      | 0      |
| 2022-2023              | Eintracht Braunschweig | ZL                     | 19         | 0          | CG              | 0               | 0               | -                  | -                  | -                  | -           | -           | -           | 19     | 0      |
| 2023-2024              | Trabzonspor            | SL                     | 14         | 2          | TK              | 2               | 0               | -                  | -                  | -                  | -           | -           | -           | 16     | 2      |
| Totale carriera        | Totale carriera        | Totale carriera        | 120+1      | 12         |                 | 12              | 0               |                    | 19                 | 0                  |             | -           | -           | 162    | 12     |

### Cronologia presenze e reti in nazionale
| Cronologia completa delle presenze e delle reti in nazionale ― Croazia | Cronologia completa delle presenze e delle reti in nazionale ― Croazia | Cronologia completa delle presenze e delle reti in nazionale ― Croazia | Cronologia completa delle presenze e delle reti in nazionale ― Croazia | Cronologia completa delle presenze e delle reti in nazionale ― Croazia | Cronologia completa delle presenze e delle reti in nazionale ― Croazia | Cronologia completa delle presenze e delle reti in nazionale ― Croazia | Cronologia completa delle presenze e delle reti in nazionale ― Croazia |
| Data                                                                   | Città                                                                  | In casa                                                                | Risultato                                                              | Ospiti                                                                 | Competizione                                                           | Reti                                                                   | Note                                                                   |
| ---------------------------------------------------------------------- | ---------------------------------------------------------------------- | ---------------------------------------------------------------------- | ---------------------------------------------------------------------- | ---------------------------------------------------------------------- | ---------------------------------------------------------------------- | ---------------------------------------------------------------------- | ---------------------------------------------------------------------- |
| 11-6-2019                                                              | Varaždin                                                               | Croazia                                                                | 1 – 2                                                                  | Tunisia                                                                | Amichevole                                                             | -                                                                      |                                                                        |
| Totale                                                                 |                                                                        | Presenze                                                               | 1                                                                      |                                                                        | Reti                                                                   | 0                                                                      |                                                                        |

| Cronologia completa delle presenze e delle reti in nazionale ― Croazia under 21 | Cronologia completa delle presenze e delle reti in nazionale ― Croazia under 21 | Cronologia completa delle presenze e delle reti in nazionale ― Croazia under 21 | Cronologia completa delle presenze e delle reti in nazionale ― Croazia under 21 | Cronologia completa delle presenze e delle reti in nazionale ― Croazia under 21 | Cronologia completa delle presenze e delle reti in nazionale ― Croazia under 21 | Cronologia completa delle presenze e delle reti in nazionale ― Croazia under 21 | Cronologia completa delle presenze e delle reti in nazionale ― Croazia under 21 |
| Data                                                                            | Città                                                                           | In casa                                                                         | Risultato                                                                       | Ospiti                                                                          | Competizione                                                                    | Reti                                                                            | Note                                                                            |
| ------------------------------------------------------------------------------- | ------------------------------------------------------------------------------- | ------------------------------------------------------------------------------- | ------------------------------------------------------------------------------- | ------------------------------------------------------------------------------- | ------------------------------------------------------------------------------- | ------------------------------------------------------------------------------- | ------------------------------------------------------------------------------- |
| 7-10-2015                                                                       | Serravalle                                                                      | San Marino under 21                                                             | 0 – 3                                                                           | Croazia under 21                                                                | Qual. Europeo Under-21 2017                                                     | -                                                                               | 37’                                                                             |
| 1-9-2016                                                                        | Koprivnica                                                                      | Croazia under 21                                                                | 1 – 1                                                                           | Svezia under 21                                                                 | Qual. Europeo Under-21 2017                                                     | -                                                                               |                                                                                 |
| 10-10-2016                                                                      | Trelleborg                                                                      | Svezia under 21                                                                 | 4 – 2                                                                           | Croazia under 21                                                                | Qual. Europeo Under-21 2017                                                     | 1                                                                               |                                                                                 |
| 5-10-2017                                                                       | Varaždin                                                                        | Croazia under 21                                                                | 2 – 1                                                                           | Bielorussia under 21                                                            | Qual. Europeo Under-21 2019                                                     | 1                                                                               |                                                                                 |
| 9-10-2017                                                                       | Varaždin                                                                        | Croazia under 21                                                                | 5 – 1                                                                           | Rep. Ceca under 21                                                              | Qual. Europeo Under-21 2019                                                     | -                                                                               | 25’                                                                             |
| 10-9-2018                                                                       | Hrodna                                                                          | Bielorussia under 21                                                            | 0 – 4                                                                           | Croazia under 21                                                                | Qual. Europeo Under-21 2019                                                     | -                                                                               |                                                                                 |
| 12-10-2018                                                                      | Pola                                                                            | Croazia under 21                                                                | 2 – 0                                                                           | Grecia under 21                                                                 | Qual. Europeo Under-21 2019                                                     | -                                                                               | 80’                                                                             |
| 18-6-2019                                                                       | Serravalle                                                                      | Romania under 21                                                                | 4 – 1                                                                           | Croazia under 21                                                                | Europeo Under-21 2019 - 1º turno                                                | -                                                                               |                                                                                 |
| Totale                                                                          |                                                                                 | Presenze                                                                        | 8                                                                               |                                                                                 | Reti                                                                            | 2                                                                               |                                                                                 |

## Palmarès

### Club

#### Competizioni nazionali
- Campionato croato: 2

Dinamo Zagabria: 2015-2016, 2017-2018
- Coppa di Croazia: 3

Dinamo Zagabria: 2015-2016, 2016-2017, 2017-2018
- Campionato scozzese: 1

Celtic: 2018-2019
- Coppa di Scozia: 1

Celtic: 2018-2019
- Coppa di Lega scozzese: 1

Celtic: 2018-2019
- Community Shield: 1

Leicester City: 2021